# Svojšice (okres Pardubice)
Obec Svojšice se nachází v okrese Pardubice v Pardubickém kraji. Žije v ní 284 obyvatel.

## Historie
První písemná zmínka o vesnici pochází z roku 1365.

## Pamětihodnosti
- Zřícenina svojšické tvrze postavené ve 14. století